# Perro polaris
Perro polaris is een spinnensoort in de taxonomische indeling van de hangmatspinnen (Linyphiidae).
Het dier behoort tot het geslacht Perro. De wetenschappelijke naam van de soort werd voor het eerst geldig gepubliceerd in 1986 door Kirill Yuryevich Eskov.